# Nanophareus
Nanophareus is een geslacht van hooiwagens uit de familie Gonyleptidae.
De wetenschappelijke naam Nanophareus is voor het eerst geldig gepubliceerd door Roewer in 1929. 

## Soorten
Nanophareus is monotypisch en omvat slechts de volgende soort:
- Nanophareus palpalis